# 懷州
懷州，中国古代设置的一个州，治所在今河南省沁陽市。
北魏天安二年（467年）设置怀州，治所在野王县（今河南省沁陽市），野王县在隋朝改名河内县。唐朝辖境约当今河南省焦作市、沁陽市、武陟县、修武县、博爱县、获嘉县等县地。北依太行山，南临黄河，是洛阳北面重镇。史思明攻打洛阳，率军据此。南宋初年梁兴忠兴军攻克截断金朝马纲之路。金朝天会年间改为南怀州，天德年间恢复。1257年改为怀孟路。

## 隋朝
| 隋朝行政区划变迁 | 隋朝行政区划变迁 | 隋朝行政区划变迁 | 隋朝行政区划变迁 | 隋朝行政区划变迁 | 隋朝行政区划变迁 | 隋朝行政区划变迁                                                    |
| 区划             | 開皇元年         | 開皇元年         | 開皇元年         | 開皇元年         | 区划             | 大業三年                                                            |
| ---------------- | ---------------- | ---------------- | ---------------- | ---------------- | ---------------- | ------------------------------------------------------------------- |
| 州               | 懷州             | 懷州             | 邵州             | 衛州             | 郡               | 河内郡                                                              |
| 郡               | 河内郡           | 武德郡           | 王屋郡           | 修武郡           | 县               | 河内县 邢丘县 王屋县 獲嘉县 修武县 新鄉县 共城县 温县 濟源县 河陽县 |
| 县               | 野王县 軹县      | 州县 懷县        | 王屋县           | 獲嘉县 修武县    | 县               | 河内县 邢丘县 王屋县 獲嘉县 修武县 新鄉县 共城县 温县 濟源县 河陽县 |

## 唐代怀州刺史
- 黄君汉（618年—623年，总管）
- 陆善宗（武德年间）
- 张亮（626年—631年，都督）
- 李安远（631年—633年）
- 崔信明（贞观年间）
- 李纬（贞观年间）
- 许智仁（贞观年间）
- 郑弘礼（贞观年间）
- 李宽（？—659年）
- 郭齐宗（上元年间）
- 鲜于绪（高宗时）
- 薛怀让（高宗时）
- 萧行赟（高宗时）
- 贾敦实（调露年间、永淳初年）
- 封言道（683年）
- 李文暕（684年）
- 李义琰（685年，未任）
- 韦泰真（686年—687年）
- 邓恽（687年—688年）
- 陶大举（688年）
- 弓志元（689年）
- 武懿宗（长寿年间）
- 卢师丘（武周时）
- 皇甫知常（武周时）
- 窦怀亮（武周时）
- 武懿宗（695年）
- 武嗣宗（圣历年间）
- 武懿宗（701年）
- 武懿宗（705年—706年）
- 梁载言（709年）
- 裴谈（中宗时）
- 李峤（710年—713年）
- 杨隆礼（开元初年）
- 张珪（718年）
- 崔子源（722年）
- 王丘（724年—725年）
- 崔皎（开元年间）
- 明珪（开元年间）
- 崔珪（开元年间）
- 崔球（开元年间）
- 郑曾（开元年间）
- 曲彬（开元年间）
- 崔沔（735年—736年）
- 李齐物（736年）
- 常泰（开元年间）
- 李祎（740年）
- 郑溥（开元末年）
- 皇甫翼（开元末年）
- 崔翘（天宝初年）
- 王象（天宝年间）
- 李稹（天宝年间）
- 元瓌（天宝年间）
- 窦庭芝（天宝年间）
- 韦幼成（753年，河内郡太守）
- 裴恂（755年，河内郡太守）
- 王奇光（758年）
- 李嗣业（758年—759年）
- 段秀实（759年）
- 荔非元礼（759年）
- 安太清（760年）
- 崔圆（760年）
- 张禺（762年）
- 杨承仙（763年—767年）
- 李抱真（767年—769年）
- 马燧（769年—771年）
- 崔朝（大历年间）
- 元液（大历年间）
- 王崟（大历年间）
- 常休明（775年）
- 杨鉥（775年—776年）
- 乔琳（777年—779年）
- 李若初（779年—780年）
- 路恕（781年—785年）
- 雍希颜（785年）
- 李康（贞元年间）
- 崔某（贞元年间）
- 李元淳（789年—799年，开始兼河阳节度使）
- 衡济（799年—804年）
- 元韶（805年）
- 孟元阳（805年—810年）
- 乌重胤（810年—814年）
- 郑膺甫（814年—818年）
- 乌重胤（818年）
- 令狐楚（818年—819年）
- 魏义通（819年—820年）
- 田布（820年—821年）
- 郭钊（821年—822年）
- 陈楚（822年—823年）
- 崔弘礼（823年—826年）
- 杨元卿（826年—831年）
- 温造（831年—834年）
- 萧洪（834年—835年）
- 李泳（835年—837年）
- 李执方（837年—843年）
- 王茂元（843年，河阳节度使改治孟州）
- 李璟（843年）
- 郑珤（会昌末年—大中初年）
- 李巩（大中初年）
- 李君奭（855年）
- 李从矩（大中咸通年间）
- 卢告（863年—864年）
- 刘仁规（867年）
- 汤群（882年，未任）
- 李罕之（883年）
- 张全义（887年）
- 丁会（文德年间）
- 葛从周（895年）
- 张某（897年）
- 刘知俊（901年—903年）[1]